# قرية عرار (الطويلة)

تعديل مصدري - تعديل

قرية عرار هي إحدى قرى عزلة بني الذولاني بمديرية الطويلة التابعة لمحافظة المحويت، بلغ تعداد سكانها 151 نسمة حسب تعداد اليمن لعام 2004.